# Kópavogur
Kópavogur (Kópa:sælunge) er Islands næststørste by, med en befolkning på 37.959 indbyggere (2020). Byen ligger syd for Reykjavík, i regionen Höfuðborgarsvæðið. Kommunenes officielle navn er Kópavogsbær.
Selve byen blev grundlagt 1955, udviklede sig hurtigt til at være Islands næststørste by. Byen har selv om den ligger tæt ved Reykjavík, formået at udvikle sin egen karakter, med sin egen arkitektur, og et aktivt kunst- og kulturliv med kunstskole, musikskole, teater, sportspladser, tre kirker, seks folkeskoler, gymnasium, svømmehal og indkøbscenteret Smáralind.

## Historie
Da Ingolfur Arnason som den første bosatte sig på Island ved Reykjavik i 874, var Kopavogur muligvis en del af hans boplads. I gamle dage var Kopavogur et af de vigtigste tingsteder i Island.
1622 blev dokumentet som garanterede Danmarks overhøjhed over Island underskrevet i Kopavogur.
I 1703 var der seks gårde i Kopavogur med 45 indbyggere. Fra ca. 1930 blev området brugt til feriehuse. Før 1935 var der i området kun de tre gårde Kopavogur, Digranes og Fifuhammur med ca. 25 indbyggere. Flugten fra de afsidesliggende regioner førte til en enorm befolkningstilvækst i og omkring Kópavogur.

## Kultur
Byen råder over mange forskellige kulturtilbud som f.eks en stor kunstsamling i museet Gerðarsafn, med overvejende værker af den islandske kunstner og billedhugger Gerður Helgadóttir. Interessant er også det Naturhistoriske Museum (Náttúrufræðistofa Kópavogs) med udstillinger af Islands zoologi og geologi.

## Borgmestre
- 1955-1957 Finnbogi Rútur Valdimarsson
- 1957-1962 Hulda Dóra Jakobsdóttir
- 1962-1970 Hjálmar Ólafsson
- 1970-1980 Björgvin Sæmundsson (døde på posten)
- 1980-1982 Bjarni Þór Jónsson
- 1982-1990 Kristján Helgi Guðmundsson
- 1990-2004 Sigurður Geirdal (døde på posten)
- 2004-2005 Hansína Á. Björgvinsdóttir
- 2005-2009 Gunnar Ingi Birgisson
- 2009-2010 Gunnsteinn Sigurðsson
- 2010-2012 Guðrún Pálsdóttir
- 2012-2022 Ármann Kr. Ólafsson
- 2022- Ásdís Kristjánsdóttir

## Personligheder
- Alda Björk Ólafsdóttir, (* 1966), Sangerinde
- Emilíana Torrini (Emilíana Torrini Davíðsdóttir; * 1977), Sangerinde
- Asta Björk Ivarsdottir, (1998), Danser

## Venskabsbyer
- Tasiilaq, Grønland
- Klaksvík, Færøerne
- Mariehamn, Ålandsøerne
- Norrköping, Sverige
- Odense, Danmark
- Tampere, Finland
- Bergen, Norge